# Giải BAFTA lần thứ 25
Giải BAFTA lần thứ 25, được trao bởi Viện Hàn lâm Nghệ thuật Điện ảnh và Truyền hình Anh Quốc năm 1972 để tôn vinh những bộ phim xuất sắc nhất năm 1971.

## Chiến thắng và đề cử
Giải Liên đoàn: Freddie Young
| Phim hay nhất Sunday Bloody Sunday – John Schlesinger - Death in Venice – Luchino Visconti - The Go-Between – Joseph Losey - Taking Off – Miloš Forman | Đạo diễn xuất sắc nhất John Schlesinger – Sunday Bloody Sunday - Joseph Losey – The Go-Between - Luchino Visconti – Death in Venice - Miloš Forman – Taking Off |
| Nam diễn viên chính xuất sắc nhất Peter Finch – Sunday Bloody Sunday vai Daniel Hirsh - Albert Finney – Gumshoe vai Eddie Ginley - Dirk Bogarde – Death in Venice vai Gustav Von Aschenbach - Dustin Hoffman – Little Big Man vai Jack Crabb                                                          | Nữ diễn viên chính xuất sắc nhất Glenda Jackson – Sunday Bloody Sunday vai Alex Greville - Jane Fonda – Klute vai Bree Daniels - Julie Christie – The Go-Between vai Marian Maudsley - Lynn Carlin – Taking Off vai Lynn Tyne - Nanette Newman – The Raging Moon vai Jill Matthews |
| Nam diễn viên phụ xuất sắc nhất Edward Fox – The Go-Between vai Hugh - Ian Hendry – Get Carter vai Eric Paice - John Hurt – 10 Rillington Place vai Timothy Evans - Michael Gough – The Go-Between vai Mr. Maudsley                                                                                   | Nữ diễn viên phụ xuất sắc nhất Margaret Leighton – The Go-Between vai Mrs. Maudsley - Georgia Brown – The Raging Moon vai Sarah Charles - Georgia Engel – Taking Off vai Margot - Jane Asher – Deep End vai Susan                                                                  |
| Kịch bản xuất sắc nhất The Go-Between – Harold Pinter - Gumshoe – Neville Smith - Sunday Bloody Sunday – Penelope Gilliatt - Taking Off – Miloš Forman, John Guare, Jean-Claude Carrière và John Klein                                                                                                | Quay phim xuất sắc nhất Death in Venice – Pasqualino De Santis - Fiddler on the Roof – Oswald Morris - The Go-Between – Gerry Fisher - Sunday Bloody Sunday – Billy Williams |
| Thiết kế phục trang xuất sắc nhất Death in Venice – Piero Tosi - The Go-Between – John Furniss - Nicholas and Alexandra – Yvonne Blake và Antonio Castillo - The Tales of Beatrix Potter – Christine Edzard                                                                                           | Dựng phim xuất sắc nhất Sunday Bloody Sunday – Richard Marden - Fiddler on the Roof – Antony Gibbs và Robert Lawrence - Performance – Antony Gibbs - Taking Off – John Carter |
| Nhạc phim hay nhất Summer of '42 – Michel Legrand - Little Big Man – John P. Hammond - Shaft – Isaac Hayes - Trafic – Charles Dumont | Nhạc phim hay nhất Death in Venice – Ferdinando Scarfiotti - The Go-Between – Carmen Dillon - Nicholas and Alexandra – John Box - The Tales of Beatrix Potter – Christine Edzard                                                                                                   |
| Thiết kế sản xuất xuất sắc nhất Death in Venice – Vittorio Trentino và Giuseppe Muratori - Fiddler on the Roof – Les Wiggins, David Hildyard và Gordon McCallum - The Go-Between – Garth Craven, Peter Handford và Hugh Strain - Sunday Bloody Sunday – David Campling, Simon Kaye và Gerry Humphreys | Phim tài liệu hay nhất The Hellstrom Chronicle – Walon Green - Death of a Legend – Bill Mason |
| Phim ngắn hay nhất Alaska: The Great Land – Derek Williams - Big Horn – Bill Schmalz - The Long Memory – John Philips | Phim chuyên môn hay nhất The Savage Voyage – Eric Marquis - Don't Go Down The... – Leonard Lewis - A Future for the Past – Peter Bradford |
| Diễn viên mới xuất sắc nhất Dominic Guard – The Go-Between vai Leo Colston - Carrie Snodgress – Diary of a Mad Housewife vai Bettina Balser - Gary Grimes – Summer of '42 vai Herman Raucher - Janet Suzman – Nicholas and Alexandra vai Aleksandra Feodorovna                                        | Giải Liên Hợp Quốc Trận đánh tại Algiers – Gillo Pontecorvo - Joe Hill – Bo Widerberg - The Landlord – Hal Ashby - Little Big Man – Arthur Penn |

## Thống kê
| Số lượng | Phim                        |
| -------- | --------------------------- |
| 12       | The Go-Between              |
| 8        | Sunday Bloody Sunday        |
| 7        | Death in Venice             |
| 6        | Taking Off                  |
| 3        | Fiddler on the Roof         |
| 3        | Little Big Man              |
| 3        | Nicholas and Alexandra      |
| 2        | Gumshoe                     |
| 2        | The Raging Moon             |
| 2        | Summer of '42               |
| 2        | The Tales of Beatrix Potter |

| Số lượng | Phim                 |
| -------- | -------------------- |
| 5        | Sunday Bloody Sunday |
| 4        | Death in Venice      |
| 4        | The Go-Between       |